# Pernando Barrena
Joxe Pernando Barrena Arza (Pamplona, 1 de noviembre de 1965) es un traductor y político español de ideología independentista vasca y diputado del Parlamento Europeo por la coalición Ahora Repúblicas. Fue miembro destacado de las organizaciones políticas de la izquierda abertzale (Herri Batasuna, Euskal Herritarrok y Batasuna) que fueron ilegalizadas por su vinculación con ETA. Actualmente es miembro de Euskal Herria Bildu.

## Biografía
Concejal en Berriozar y traductor de profesión, fue detenido en 1985 acusado de pertenecer a un grupo de información de ETA, siendo torturado a manos de la policía. Tras la detención de la cúpula de Herri Batasuna (HB) en 1998, pasó a formar parte de la nueva dirección de este partido independentista, junto a otros líderes como Arnaldo Otegi y Joseba Permach.
Fue cabeza de lista de Euskal Herritarrok (EH) en las elecciones al Parlamento de Navarra de 1999, resultando elegido parlamentario. Se convirtió así en uno de los principales dirigentes de HB y, posteriormente, de Batasuna. A pesar de que esta organización, creada en 2001, fue ilegalizada en 2003 por el Tribunal Supremo acusada de vinculación a ETA, Permach y Barrena siguieron ejerciendo funciones de portavocía.
Como otros de los miembros de Batasuna, trató de alcanzar de nuevo representación en el Parlamento de Navarra a través de distintas listas electorales que fueron ilegalizadas en los comicios de 2003 y 2007.
Como consecuencia de las movilizaciones auspiciadas por Batasuna que en 2006 concluyeron con una convocatoria de huelga general en el País Vasco y Navarra, Barrena fue llamado a declarar por la Audiencia Nacional por más de cien delitos, entre ellos inducción de desórdenes públicos, coacciones y estragos terroristas, quedando en libertad bajo fianza de 200.000 euros. Sin embargo, este procedimiento fue finalmente archivado.
El 4 de febrero de 2008 fue detenido por orden del entonces juez de la Audiencia Nacional Baltasar Garzón, que instruía el sumario sobre los presuntos vínculos de Batasuna con ETA, y fue acusado de integración en organización terrorista. Tras pasar dos años en prisión preventiva, fue puesto en libertad el 3 de febrero de 2010 tras abonar una fianza de 50.000 euros.
En febrero de 2013 fue elegido coportavoz del nuevo partido de la izquierda abertzale Sortu durante su congreso fundacional, cargo que ejerció hasta julio de 2016. En 2016 asumió su vinculación a ETA con el objetivo de no entrar en prisión, siendo condenado a una pena de inhabilitación y prisión de un año y ocho meses.
En 2019 Euskal Herria Bildu le propuso como su candidato principal en la coalición Ahora Repúblicas para las elecciones al Parlamento Europeo, tras la renuncia de Josu Juaristi por su implicación en un caso de violencia de género. Fue elegido eurodiputado, cargo que ejerció dentro del Grupo Confederal de la Izquierda Unitaria Europea/Izquierda Verde Nórdica hasta septiembre de 2022, cuando cedió su escaño a la representante del Bloque Nacionalista Galego en cumplimiento de los pactos de la coalición.
Se presentó en la candidatura de Ahora Repúblicas para las elecciones al Parlamento Europeo de 2024, obteniendo su escaño de eurodiputado.